# Walki o Żabin
Walki o Żabin – starcie zbrojne mające miejsce w dniach 1-2 marca 1945 między oddziałami ludowego Wojska Polskiego a Wehrmachtu, zakończone zdobyciem Żabina, pozycji w niemieckim system obrony zwanym Pommernstellung.
Żołnierze polscy z 6 Pułku Piechoty dowodzonego przez płk. Ignacego Goranina  dotarli pod Żabin już 11 lutego 1945. Rozpoczęły się walki które z powodu silnych kontrataków oddziałów niemieckich uniemożliwiły zdobycie wsi Żabin i przerwanie obrony na tym kierunku. 
Impas został przerwany 1 marca kiedy po silnym ostrzale artyleryjskim i bombardowaniu lotniczym podjęto decydujący atak. Niemiecki punkt obrony na Wale Pomorskim (czyli rejon wsi Żabin) został zdobyty, nastąpiło to jednak dopiero w dniu 2 marca 1945. W toczonych walkach polegli m.in. chor. Jan Gajewski dowódca 6 kompanii i st. sierż. Jerzy Kurek, zastępca dowódcy 4 kompanii do spraw polityczno-wychowawczych. Za męstwo wykazane w czasie walk st. sierż. Kurek został odznaczony orderem Virtuti Militarii. Obaj polegli służyli w 6 PP z 2 Dywizja Piechoty.

## Upamiętnienie
Walki żołnierzy polskich upamiętnino w Żabinie pomnikiem z napisem: 1-2 III 1945 2 DP 1 BRYG. PANC. ORAZ 13 SAM.P.ART.PANC. UCZESTNICZĄC W OPERACJI POMORSKIEJ 1 ARMII WOJSKA POLSKIEGO STOCZYŁY TU CIĘŻKIE WALKI ZAKOŃCZONE OPANOWANIEM ŻABINA.  